# Sorcière d'Agnesi
Pour les articles homonymes, voir Agnesi.
En mathématiques, la courbe d'Agnesi est une courbe particulièrement étudiée par Maria Gaetana Agnesi (1718 - 1799).
On appelle souvent cette courbe la « sorcière d'Agnesi », à la suite d'une erreur de traduction depuis l'italien.

## La courbe

### Définition
Elle est définie comme suit :
- sur un cercle fixe, on choisit un point O ; le point M est diamétralement opposé à O ;
- à partir de tout autre point A du cercle, on trace la sécante [OA) ;
- l'intersection de la droite (OA) et de la tangente au cercle en M se fait au point N ;
- la droite parallèle à (OM) passant par N, et la droite perpendiculaire à (OM) passant par A, se rencontrent en P ;
- la courbe est le lieu des points P pour tous les points A du cercle.

La courbe est asymptotique à la tangente au cercle fixe passant par le point O.

### Équations

Construction de la courbe d'Agnesi.

On suppose O à l'origine, et M sur l'axe des ordonnées positives. On suppose que le diamètre du cercle est a.
L'équation cartésienne de la courbe est alors :
{\displaystyle y={\frac {a^{3}}{x^{2}+a^{2}}}}.
Si x = 0, y = a.
Paramétriquement, si θ est l'angle (OM, OA), mesuré dans le sens anti-trigonométrique, alors la courbe est définie par les équations :
{\displaystyle x=a\tan \theta ,y=a\cos ^{2}\theta .\,}

### Propriétés
- La surface comprise entre la courbe et son asymptote est quatre fois celle du cercle fixe, soit π a2.
- Le volume délimité par la surface de révolution autour de l'asymptote est de 4 π2 a3.
- Le centroïde de la courbe se trouve aux coordonnées (0, a/2), soit au centre du cercle.

## Histoire
Cette courbe a été étudiée par Pierre de Fermat, par Guido Grandi en 1703 (il lui donne le nom de versiera dans Quadratura circuli et hyperbolae, Pise, 1703) et par Maria Gaetana Agnesi en 1748 dans Instituzioni analitiche.
En italien, on l'appelle la versiera di Agnesi. Elle a pris son nom de « sorcière » à la suite d'une erreur de John Colson, professeur lucasien à Cambridge, traducteur d'Agnesi, qui confond la versiera avec l'avversiera (la sorcière). On ne sait pas si Colson, mort depuis quarante ans au moment de la publication, aurait corrigé cette erreur.
À l'occasion du 296e anniversaire de la naissance de Maria Gaetana Agnesi, Google lui dédie un doodle avec une animation de la construction de la courbe.